# Opus Avantra
Gli Opus Avantra sono un gruppo italiano progressive nato nel 1973, non solo come gruppo musicale ma soprattutto come movimento estetico sperimentale, unendo insieme musica contemporanea, anche d'avanguardia, alla musica tradizionale inserendo poi influenze di rock progressivo.

## Storia del gruppo
Gli Opus Avantra si sono formati nel 1973 da un nucleo composto dal soprano Donella Del Monaco, nipote del tenore Mario Del Monaco (concept, voce e testi), dal pianista-compositore Alfredo Tisocco (direzione ensemble, musiche, pianoforte e tastiere), dal filosofo Giorgio Bisotto (ideologo ed ispiratore) e dal produttore Renato Marengo. Avvalendosi della collaborazione di tanti musicisti esterni, pubblicarono il primo album nel 1974, Opus Avantra - Donella Del Monaco (più noto come Introspezione, dal titolo del primo brano) per l'etichetta Trident Records e l'anno successivo Lord Cromwell Plays Suite for Seven Vices (etichetta Artis Records).
Il nome è diviso in tre parti, "Opus" (opera), "Avan" (avanguardia) e "Tra" (tradizione), e sintetizza l'ideologia del gruppo che intende porsi come movimento di avanguardia musicale che tuttavia affonda le radici nello studio e nel recupero della tradizione. In questa idea, il linguaggio della contemporaneità non può trovare il suo valore solo nella contrapposizione e rottura dalla grande tradizione musicale, piuttosto trovare forza propulsiva dalla sua rivisitazione in chiave attuale.
Opus Avantra, nel superamento dei vari generi e stili musicali, si considera un movimento inclusivo che accoglie la musica elettronica, l'improvvisazione, l'alea, incrociando canti arcaici e popolari con il contrappunto in un sincretismo tra arte classica, pop e avanguardia, ricercando sempre comunque un filo conduttore, un senso di "rock in opposition". In questo senso, Opus Avantra è stato un precursore dei movimenti borderline o fusion.
I dischi di Opus Avantra, da Introspezione a Rosa Rosae, sono oggi regolarmente ristampati in Giappone (etichetta giapponese Strange Days e Disk Union) e il successo che queste edizioni hanno ottenuto nel corso degli anni in questo paese è testimoniato dal fatto che l'editore musicale Marquee ha scelto la copertina di Introspezione per l'Encyclopedia of Italian Rock con catalogazione e recensione dei più importanti cantanti e gruppi italiani dal 1965 al 1993.
Nel 2003 riprende la ricerca Opus Avantra con una nuova esperienza musicale raccolta nel CD Venetia et anima realizzato in collaborazione con il compositore Paolo Troncon: un lavoro sia di scrittura sia di improvvisazione di gruppo, basato su una nuova concezione ma anche ispirato all'idea Opus Avantra.
Nel 2019 esce il CD dal titolo Rosa Rosae nuovamente prodotto da uno dei fondatori del gruppo, Renato Marengo. La formazione: Donella Del Monaco (testi e voce), Paolo Troncon (musiche e pianoforte), Mauro Martello (flauti), Laura Balbinot (violoncello) e Giorgio Cedolin (batteria). Al lavoro hanno partecipato anche ospiti prestigiosi: Jenny Sorrenti, Alberto Radius, Tony Esposito e Lino Vairetti. Anche quest'ultimo CD è attualmente stampato in Italia e in Giappone (Disk Union).
Nel 2022 esce l'ultimo CD, Loucos - Nel luogo magico, sempre prodotto da Renato Marengo, principalmente con Donella Del Monaco alla voce, Alfredo Tisocco a composizione e pianoforte, Mauro Martello a flauti e sassofono. Ospiti: Tony Espoosito, Claver Gold, Alan Bedin.
Nel 2024, l'opera omnia della band viene ripubblicata in un prestigioso box intitolato OA48, pubblicato da Artis Records e Cramps Music.

## Concerti importanti
Il debutto è avvenuto il 20 maggio 1974 al Teatro delle Arti a Roma.
Il 30 novembre 1974 sono al Palazzo dello Sport a Roma.
Al Teatro Romano di Verona il gruppo è presente nel 1990 nella rassegna internazionale “Canzone d'Autrice” e propone brani scelti dal CD Strata.
Inoltre, il gruppo, dopo l'anteprima a Bucarest in Romania (al teatro Arcub il 20 marzo 2008), ha debuttato a Tokyo al famoso Club Città il 12 aprile 2008. Il nuovo ensemble è formato da: Donella Del Monaco (voce), Alfredo Tisocco (tastiere), Giorgio Bisotto (Magister Tenebrarum), Mauro Martello (flauti), Valerio Galla (batteria) con The Opus String Ensemble (due violini, viola, violoncello elettrificati).
A Treviso, doppia presentazione del CD Venetia et Anima nel 2003: privata (per il consiglio comunale della città) e pubblica.
Presentazione del CD Rosa Rosae, venerdì 8 febbraio 2019, presso la Discoteca di Stato a Roma.

## Discografia
- 1974 - Introspezione
- 1975 - Lord Cromwell Plays Suite for Seven Vices
- 1989 - Strata
- 1995 - Lyrics
- 2003 - Venetia et Anima
- 2019 - Rosa Rosae
- 2022 - Loucos - Nel luogo magico
- 2024 - OA48